# Denis Godla
Denis Godla (* 4. April 1995 in Kežmarok) ist ein slowakischer Eishockeytorwart, der seit 2020 beim HC Verva Litvínov in der tschechischen Extraliga, der höchsten tschechischen Spielklasse, unter Vertrag steht.

## Karriere
Denis Godla begann seine Karriere beim MHK SkiPark Kežmarok, für dessen U18-Mannschaft er in der zweithöchsten slowakischen U18-Liga spielte. 2010 verließ er seine Heimatstadt am Fuße der Hohen Tatra und schloss sich dem HK Spišská Nová Ves aus der nahegelegenen Hauptstadt der Zips an. Für den Klub spielte er ebenfalls im Nachwuchsbereich, wurde aber in der Spielzeit 2012/13 auch sechsmal in dessen Herren-Mannschaft in der 1. Liga, der zweithöchsten Spielklasse der Slowakei, eingesetzt. Nach drei Jahren in Spišská Nová Ves zog es ihn in die Hauptstadt zum Spitzenklub HC Slovan Bratislava, für den er zunächst in der U20-Mannschaft spielte. In der Spielzeit 2014/15 wurde er aber auch viermal in der Kontinentalen Hockey-Liga eingesetzt. Außerdem kam er auf Leihbasis viermal beim ŠHK 37 Piešťany in der slowakischen Extraliga zum Einsatz.
2015 wechselte er zum Mestisaufsteiger Kokkolan Hermes in Finnland und avancierte dort in seiner Premierensaison zum besten Torhüter der Liga und zum Mitglied des All-Star-Teams. Aufgrund dieser Leistungen wurde er im Sommer 2016 von Kalevan Pallo aus der Liiga verpflichtet, spielte aber ab September des Jahres zunächst für den Zweitligisten Iisalmen Peli-Karhut. In den Spielzeiten 2017/18 sowie 2018/19 war er Stammtorhüter von KalPa.
In der Saison 2019/20 stand er bei den Rytíři Kladno aus der tschechischen Extraliga unter Vertrag, die am Saisonende in die 1. Liga abstiegen. Godla verließ den Klub und wurde vom HC Litvínov verpflichtet.

### International
Denis Godla vertrat sein Heimatland im Juniorenbereich bei der U18-Weltmeisterschaft 2013 und der U20-Weltmeisterschaft 2015, als er mit der slowakischen U20-Auswahl die Bronzemedaille gewann. Er selbst wurde zum besten Torhüter, wertvollsten Spieler und Mitglied des All-Star-Teams gewählt.
In der Spielzeit 2014/15 debütierte er in der Herren-Nationalmannschaft.

## Erfolge und Auszeichnungen
- 2015 Bronzemedaille bei der U20-Junioren-Weltmeisterschaft
- 2015 Wertvollster Spieler, bester Torhüter und All-Star-Team der U20-Junioren-Weltmeisterschaft
- 2016 Bester Torhüter und Mitglied des All-Star-Teams der Mestis
- 2018 Spengler-Cup-Gewinn mit KalPa Kuopio